# Пернила Виберг
Пернила Кристина Виберг (швед. Pernilla Christina Wiberg) је бивша шведска алпска скијашица. Освојила је велики кристални глобус и златне медаља на олимпијским играма и светским првенствима. Током деведесетих била је једна од најуспешнијих алпских скијашица. Поред Јанице Костелић, Петре Кронбергер, Анје Персон Линдси Вон и Тине Мазе, скијашица је која има барем једну победу у свих пет дисциплина Светског купа.

## Биографија
У Светском купу је дебитовала 13. марта 1990. у шведском Вемдалену у слалому када је освојила пето место. Наредне сезоне бележи одличне резултате у слалому и велеслалому. Остварила је и прву победу у слалому 7. јануара 1991. у Бад Клајнкирхајму. Исте године на Светском првенству у Залбах-Хинтерглему освојила је златну медаљу у велеслалому, док је у слалому била шеста.
Следеће сезоне наставља са добрим резултатима а као круна тога представља освајање златне медаље у велеслалому на Зимским олимпијским играма 1992. у Албервилу. Повреда коју је задобила почетком 1993. онемогућила ју је да учествује на Светском првенству у Мориоки.
У сезони 1993/94. остварује одличне резултате, по први пут је победила у супервелеслалому и комбинацији, на Олимпијским играма 1994. у Лилехамеру освојила је злато у комбинацији а у истој дисциплини и свој први кристални глобус. У укупном поретку Светског купа била је друга.
Током сезоне 1994/95. забележила је четири победе и поново је освојила мали кристални глобус у комбинацији. У сезони 1995/96. највећи успех јој је био освајање две златне медаља, у комбинацији и слалому, на Светском првенству 1996. у Сијера Невади.
У сезони 1996/97. Пернила Вибрег је дошла до пуног изражаја. Остварила је девет победа у свих пет дисциплина, освојивши укупно 1.960 бодова, који је надмашила само Јаница Костелић за десет поена у сезони 2005/06. Била је најбоља на крају сезоне у поретку слалома, комбинације и велеслалома, четврта у спусту и пета у супервелеслалому.
Повреде су је спутале да наредне сезоне понови успех из претходне али је ипак на Олимпијским играма 1998. у Нагану освојила је сребро у спусту.
Наредних сезона није имала већег успеха у каријери, на шта су утицале бројне повреде лигамената, менискуса и леђа. Најзначајнији резултати били су јој злато у комбинацији у сребро у слалому на Светском првенству 1999. у Вејлу.
Са активним скијањем је престала после Олимпијских игара 2002. у Солт Лејк Ситију.

## Приватни живот
Након скијашке каријере почела је да ради као коментатор за шведску телевизију. Мајка је двоје деце и живи у Монаку.

## Освојени кристални глобуси
| Сезона | Дисциплина  |
| ------ | ----------- |
| 1994.  | Комбинација |
| 1995.  | Комбинација |
| 1997.  | Укупно      |
| 1997.  | Слалом      |
| 1997.  | Комбинација |

## Победе у Светском купу
24 победе (2 у спусту, 3 у супервелеслалому, 2 у велеслалому, 14 у слалому, 3 у комбинацији)
| Датум              | Место            | Трка            |
| ------------------ | ---------------- | --------------- |
| 7. јануар 1991.    | Бад Клајнкирхајм | Слалом          |
| 10. март 1991.     | Лејк Луиз        | Велеслалом      |
| 20. март 1991.     | Вотервил Вели    | Слалом          |
| 28. фебруар 1992.  | Нарвик           | Велеслалом      |
| 6. децембар 1992.  | Стимбоут Спрингс | Слалом          |
| 12. децембар 1993. | Везоназ          | Слалом          |
| 6. јануар 1994.    | Морзин           | Слалом          |
| 17. јануар 1994.   | Кортина д'Ампецо | Супервелеслалом |
| 5. фебруар 1994.   | Сијера Невада    | Комбинација     |
| 12. март 1995.     | Ленцерхајде      | Слалом          |
| 12. март 1995.     | Ленцерхајде      | Комбинација     |
| 22. децембар 1995. | Везоназ          | Слалом          |
| 29. децембар 1995. | Земеринг         | Слалом          |
| 1. децембар 1996.  | Лејк Луиз        | Супервелеслалом |
| 28. децембар 1996. | Земеринг         | Слалом          |
| 4. јануар 1997.    | Марибор          | Слалом          |
| 12. јануар 1997.   | Бад Клајнкирхајм | Супервелеслалом |
| 19. јануар 1997.   | Цвизел           | Слалом          |
| 2. фебруар 1997.   | Лакс             | Комбинација     |
| 7. март 1997.      | Мамот Маунтин    | Слалом          |
| 12. март 1997.     | Вејл             | Спуст           |
| 16. март 1997.     | Вејл             | Слалом          |
| 3. јануар 1999.    | Марибор          | Слалом          |
| 18. децембар 1999. | Санкт Мориц      | Спуст           |